# Tapinoma heyeri
Tapinoma heyeri är en myrart som beskrevs av Auguste-Henri Forel 1902. Tapinoma heyeri ingår i släktet Tapinoma och familjen myror.

## Underarter
Arten delas in i följande underarter:
- T. h. heyeri
- T. h. risii